# Lee Lu-da
Lee Lu-da (hangul: 이루다; hanja: 李露多; Seul, 6 de março de 1997), mais conhecida na carreira musical apenas como Luda (hangul: 루다), é uma cantora e dançarina sul-coreana. Realizou sua estreia no cenário musical em 2016 no grupo feminino sino-coreano Cosmic Girls.

## Carreira

### 2016–presente: Início da carreira e WJMK
Em 31 de dezembro de 2015, Luda foi revelada como integrante do grupo feminino Cosmic Girls, que estreou sob o selo da Starship Entertainment em 25 de fevereiro de 2016 com o lançamento do extended play Would You Like? em conjunto dos singles "Mo Mo Mo" e "Catch Me".
Em 2 de maio de 2018, a Starship Entertainment e a Fantagio colaboraram para o lançamento da subunidade WJMK, que consiste em Luda, sua colega de grupo Seola, Yoojung e Doyeon, do grupo Weki Meki. A subunidade estreou em 1 de junho de 2018 com o lançamento do single "Strong" acompanhado de seu videoclipe. Ainda em 2018, Luda é escalada para o elenco do programa de variedades Dunia: Into a New World da MBC, lançando seu primeiro single solo "Dreamland" como parte da trilha sonora do mesmo.

## Discografia

### Singles
| Título                                                                                   | Ano                          | Melhor posição nas paradas   | Vendas                       | Álbum                              |                              |
| Título                                                                                   | Ano                          | Gaon                         | Vendas                       | Álbum                              |                              |
| Aparições em trilhas sonoras                                                             | Aparições em trilhas sonoras | Aparições em trilhas sonoras | Aparições em trilhas sonoras | Aparições em trilhas sonoras       | Aparições em trilhas sonoras |
| ---------------------------------------------------------------------------------------- | ---------------------------- | ---------------------------- | ---------------------------- | ---------------------------------- | ---------------------------- |
| "Dreamland"                                                                              | 2018                         | —                            | —                            | Dunia: Into a New World OST Part 2 |                              |
| "—" indica lançamentos que não figuraram nas paradas ou não foram lançados nessa região. |                              |                              |                              |                                    |                              |

## Filmografia

### Televisão
| Ano  | Título                  | Emissora | Nota(s)                   | Ref.          |
| ---- | ----------------------- | -------- | ------------------------- | ------------- |
| 2018 | Dunia: Into a New World | MBC      | Regular (episódios 1–15)  | [ 15 ] [ 16 ] |
| 2018 | Visiting Tutor          | Mnet     | —                         | [ 17 ] [ 18 ] |
| 2018 | Inna beauty             | YouTube  | Ela mesma (apresentadora) |               |

## Prêmios e indicações
| Ano  | Prêmio                        | Categoria                        | Trabalho nomeado        | Resultado |
| ---- | ----------------------------- | -------------------------------- | ----------------------- | --------- |
| 2018 | Korea First Brand Awards      | Female Variety Star              | Dunia: Into a New World | Indicada  |
| 2018 | 18th MBC Entertainment Awards | Rookie Award in Variety Category | Dunia: Into a New World | Indicada  |